# 蒙卡爾姆縣 (密歇根州)
蒙卡爾姆县（英語：Montcalm County）是美國密西根州下半島中部的一個縣。面積1,867平方公里。根據美國2000年人口普查，共有人口61,266人。縣治斯坦頓。
成立於1831年3月2日，縣政府成立於1850年3月20日。縣名紀念法國的路易斯-約瑟夫·德·蒙卡爾姆侯爵。。